# Sapey Common
Sapey Common – wieś w Anglii, w hrabstwie Herefordshire. Leży 31 km na północny wschód od miasta Hereford i 181 km na północny zachód od Londynu.